# Joro
«Joro» es una canción del artista y compositor nigeriano WizKid. La canción fue publicada el 30 de septiembre de 2019, aunque fue más tarde cuando esta obra se volvió viral a mediados de 2020 gracias a la plataforma TikTok.
Desde entonces, ha alcanzado el número uno en numerosos países, mientras que se encuentra encabezando las listas de muchos otros países europeos. 

## Impacto
La importancia de esta canción para WizKid es muy grande, ya que sacó este tema durante el Día de la Independencia de Nigeria -país del que proviene-,seguramente queriendo tener un impacto reivindicativo. También se han subido a YouTube numerosas versiones interpretadas por gente de todo el mundo, intentando conseguir un reto bailando.
Esta canción que está disponible en todas las plataformas musicales como Youtube, Spotify o Deezer, ha alcanzado 77.570.657 visualizaciones, casi todas ellas de los últimos meses.

Tal impacto ha tenido esta canción que ha sido nominada a los "The Headies Award for Best Pop Single" y a los "The Headies Award for Song of the Year".

## Reto de baile
Un reto de baile o también denominado challenge, atribuido a la plataforma de TikTok, que consiguió que todo el mundo recreara el reto de bailar con una botella de agua en la cabeza sin caerse, consiguió que esta canción se hiciera viral por todo el mundo, tanto es así que saliendo de dicha plataforma y realizando esta búsqueda en Youtube podemos encontrar multitud de ejemplos.

## Letra de la canción
La letra de esta canción trata sobre el amor hacia una mujer que no se tiene que avergonzar de sus sentimientos y que no quiere perder jamás. 
El cuenta que lucha por conquistarla día y noche, y hasta que no lo consiga no parará.